# Capri – Az álmok szigete
A Capri – Az álmok szigete (eredeti címén Capri) olasz televíziós filmsorozat. Olaszországban a Rai 1 vetítette. Magyarországon az M1 sugározta.

## Ismertető
A történet főhőse: Vittoria Mari, aki szerencsés, és fiatal nő. Éppen esküvőre készül Milánó városában. Az ügyvédje:  Andrea, aki jó munkát végez. A közjegyzőtől egyszer csak megérkezik egy különös értesítés, hogy rögtön ott teremjen Capri szigetén. Megpróbálja legyőzni vőlegénye ellenállását, és a saját rettegett tengeribetegségét, hogy elmenjen a szigetre. Elhatározza, hogy el is megy, mert rá kell jönnie, mi is ez a rejtélyes ügy, amiért Capri szigetére hívták. Aztán rájön, hogy azért hívták Capri szigetére, mert megörökölt egy villát, két fivérével közösen.

## Szereplők
| Szereplő         | Színész           | Magyar hang | Leírás |
| ---------------- | ----------------- | ----------- | ------ |
| Vittoria Mari    | Gabriella Pession |             |        |
| Reginella        | Isa Danieli       |             |        |
| Totonno          | Carlo Croccolo    |             |        |
| Massimo          | Kaspar Capparoni  |             |        |
| Umberto          | Sergio Assisi     |             |        |
| Cosimo Rizzuto   | Luca Ward         |             |        |
| Daiana           | Chiara Gensini    |             |        |
| Davide Silvestri | Davide Silvestri  |             |        |
| Carolina         | Bianca Guaccero   |             |        |
| Walter           | Giuliano Gemma    |             |        |
| Avv. Maggioni    | Barbara Bouchet   |             |        |
| Maria Rosaria    | Lola Pagnani      |             |        |
| Donna Isabella   | Lucia Bosé        |             |        |
| Vittorio Mottola | Fabrizio Nevola   |             |        |
| Andrea Concordia | Gabriele Greco    |             |        |